# جون شورنا
جون شورنا (بالإنجليزية: John Shurna)‏ مواليد 30 أبريل 1990 في غلن إلين، هو لاعب كرة سلة أمريكي. بدأ مسيرته الاحترافية في سنة 2012. يحمل الرقم 24. يبلغ طوله 6 قدم 9 بوصة (2.1 م).

## المسيرة الاحترافية
لعب مع ستراسبورغ أي جي في الدوري الفرنسي في موسم 2012–2013، ثم لعب مع جوفينتوت بادالونا في الدوري الإسباني في موسم 2013–2014، ثم لعب مع نادي داروشافاكا لكرة السلة في موسم 2014–2015، ثم لعب مع فالنسيا باسكت في الدوري الإسباني في موسم 2015–2016.

## روابط خارجية
- جون شورنا على موقع الاتحاد الدولي لكرة السلة (الإنجليزية)
- جون شورنا على موقع الدوري الأوروبي لكرة السلة (الإنجليزية)
- جون شورنا على موقع الدوري الإسباني لكرة السلة (الإسبانية)
- جون شورنا على موقع كرة السلة الأوروبية.كوم (الإنجليزية)
- جون شورنا على موقع كلية كرة السلة في سبورتس رفرنس.كوم (الإنجليزية)
- جون شورنا على موقع ريلجم (الإنجليزية)
- جون شورنا على موقع بروبوليرز (الإنجليزية)
- جون شورنا على موقع سبورتس رفرنس (الإنجليزية)